# Llanboidy
Llanboidy est un village et une communauté du Carmarthenshire, au pays de Galles.

## Géographie
Le village de Llanboidy est situé dans l'ouest du Carmarthenshire, près de la frontière du Pembrokeshire. Outre Llanboidy même, la communauté comprend les villages de Cefn-y-pant (cy), Llanglydwen (cy) et Rhydowen (cy).

## Démographie
Au recensement de 2011, la communauté de Llanboidy comptait 1 061 habitants.